# Urshanabi
Urshanabi var i mesopotamisk mytologi färjekarl åt Utnapishtim intill de dödas rike.
I en berättelse låter han hjälten Gilgamesh följa med i båten. Följden blev att han blev bannlyst av sin herre Utnapishtim och följer med Gilgamesh tillbaka till de levandes värld. (Jämför Karon.)